# الغبي والأغبى
الغبي والأغبى (بالإنجليزية: Dumb and Dumber)‏ فيلم كوميدي من بطولة جيم كاري وجيف دانييلز أنتج عام 1994 وقصته عن شخصين هما لويد وهاري (كاري ودانيالز) يسافران براً لإرجاع حقيبة لامرأة قد نسيتها في المطار في نفس الوقت الذي تطاردهما فيه عصابة لاستعادة حقيبة النقود منهما. وفي عام 1995 صدر عن الفيلم مسلسل كرتوني يحمل نفس العنوان.

## القصة
لويد كريسماس وهاري دن وهما رجلان طيبان ولكنهما أغبياء هما أفضل الأصدقاء وزملاء السكن في بروفيدنس رود آيلاند. يقع لويد وهو سائق سيارة ليموزين ذو أسنان رقاقة في الحب على الفور عندما يلتقي ماري سوانسون وهي امرأة يقودها إلى المطار. تترك حقيبة في الصالة. تسترجع لويد القضية وتأمل في إعادتها إليها غير مدركة أنها تحتوي على فدية لزوجها المخطوف بوبي وأنه كان من المفترض أن تتركها لخاطفي زوجها جو «مينتال» مينتالينو وجي بي شاي. غادرت طائرتها المتوجهة إلى أسبن بالفعل مما أدى إلى الركض والسقوط من الممر النفاث.
بعد طرده من وظيفته، عاد لويد إلى شقته وعلم أن هاري قد طُرد أيضًا من وظيفته في العناية بالكلاب بعد توصيله للكلاب في وقت متأخر إلى أحد العروض وجعلها قذرة عن طريق الخطأ. يتبع شاي ومينتل لويد إلى المنزل من المطار بحثًا عن الحقيبة. خطأ في المحتالين لجامعي الديون، يهرب الثنائي من الشقة ويعودان لاحقًا ليجدوا أن شاي ومينتل قد نهبوا الشقة وقطعوا رأس ببغاء هاري. يقترح لويد أن يتوجهوا إلى أسبن للعثور على ماري وإعادة الحقيبة، على أمل أن تتمكن من «توصيلهم في خط الأنابيب الاجتماعية». في البداية، عارض هاري الفكرة، لكنه وافق في النهاية وغادر الثنائي في اليوم التالي.
شاي ومينتل اللحاق بالثنائي في موتيل تلك الليلة. يتظاهر بأنه متنقل، يتم اختيار مينتل بواسطة هاري ولويد بينما يتبعهم شاي سراً. أثناء توقف الغداء، يقوم الثنائي بمزحة منتل مع الفلفل الحار في برغره، غير مدركين أنه مصاب بقرحة. عندما يتفاعل منتل بشكل عكسي يقتله عن طريق الخطأ بأقراص سم الفئران (التي كان يخطط لاستخدامها عليها) بعد أن ظن أنه دواء له. بالقرب من كولورادو يأخذ لويد منعطفًا خاطئًا أثناء محاولته منع هاري من الشخير بسد أنفه عند مفترق الطرق بين أسبن ونبراسكا. في هذه الأثناء تنتظر الشرطة على الطريق إلى كولورادو أن يحضروا بعد اكتشاف وفاة مينال. عند الاستيقاظ وإدراك حادث لويد استسلم هاري عن الرحلة وقرر العودة إلى المنزل، لكن لويد أقنعه لاحقًا بالاستمرار بعد استبدال الشاحنة بدراجة صغيرة.
وصل الاثنان إلى أسبن، لكنهما غير قادرين على تحديد موقع ماري. بعد شجار قصير حول بعض القفازات في تلك الليلة، انفتحت الحقيبة واكتشفوا المال؛ ينفقونها على جناح الفندق والملابس والسيارة. يتعلمون أن ماري وعائلتها يستضيفون حفلًا ويستعدون للحضور. في الحفل هاري وهو يحاول استدراج ماري إلى لويد يوافق على مضض على الذهاب للتزلج معها في اليوم التالي ويكذب على لويد بأنه حصل على موعد. في اليوم التالي، اكتشف لويد أن هاري كذب عليه بعد انتظار ماري طوال اليوم في حانة الفندق.
ردا على ذلك، قام لويد بمزحة هاري بتقديمه له قهوة مغطاة بجرعة قوية من ملين مما جعل هاري يتغوط بشكل عفوي في مرحاض مكسور في منزل ماري. يصل لويد إلى منزل ماري ويخبرها أن لديه حقيبتها. أخذها إلى الفندق وأظهر لها الحقيبة واعترف بحبه بعد معاناة أولية؛ ترفضه لأنها متزوجة بالفعل. وصل نيكولاس أندريه وهو صديق قديم لعائلة سوانسون والعقل المدبر وراء اختطاف بوبي مع شاي وبعد أن علم أن هاري ولويد قد أنفقا كل أموال الفدية واستبدلاها بأوراق مالية أخذ لويد وماري كرهائن وكذلك هاري عندما يعود. جدال يقود نيكولاس إلى إطلاق النار على هاري. قبل أن يتمكن نيكولاس من قتلهم، قام فريق مكتب التحقيقات الفيدرالي بقيادة بيث جوردان (الذي التقى به هاري في وقت سابق في محطة وقود والتقى لويد في وقت سابق في الحانة) بمداهمة الجناح واعتقاله وشاي. تم الكشف عن أن هاري على قيد الحياة بفضل سترة واقية من الرصاص كانت مربوطة به في وقت سابق. لم شمل ماري وبوبي.
في اليوم التالي شوهد هاري ولويد يسيران إلى المنزل سيرًا على الأقدام لأنه تمت مصادرة جميع مشترياتهما وتعطلت دراجتهما الصغيرة. رفض الاثنان عن غير قصد فرصة أن يكونا أولاد زيتيين لمجموعة من فتيات البكيني وبعد ذلك أخبر هاري لويد أنهما سيحصلان على «استراحة» ذات يوم. ثم يلعب هاري ولويد لعبة بطاقة ودية أثناء عودتهما إلى رود آيلاند.

## طاقم التمثيل
- جيم كاري
- جيف دانييلز
- لورين هولي
- كارين دافي
- مايك ستار
- تيري جار
- فيكتوريا رويل

## الاستقبال

### الاستقبال النقدي
أفاد مجمع مراجعة روتن توميتوز أن 68٪ من 53 ناقدًا شملهم الاستطلاع أعطوا الفيلم مراجعات إيجابية؛ بمتوسط تقييم بلغ 6.11 / 10. يقول إجماع الموقع: «كوميديا غبية بلا هوادة تم تأديتها بالممثلون الرئيسيون: جيم كاري الذي يتصرف بجنون، وجيف دانيلز الذي يحمل نفسه بشكل مثير للإعجاب». نال الفيلم على موقع ميتاكريتيك 41 درجة بناءً على مراجعات 14 ناقدًا، مما يشير إلى «مراجعات مختلطة أو متوسطة». أعطت الجماهير التي استطلعت آراءها على سينماسكور الفيلم متوسط درجة "B" على مقياس A+ إلى F.
أعطى روجر إيبرت الفيلم اثنين من أصل أربعة نجوم، لكنه أشاد بأداء كاري ودانيلز، وكتب أن نكتة الببغاء الميت «جعلتني أضحك بصوت عالٍ لدرجة أنني أحرجت بنفسي، لم أستطع التوقف»، دعا ستيفن هولدن من نيويورك تايمز كاري بـ«جيري لويس الجديد»، وصف بيتر ستاك من سان فرانسيسكو كرونيكل الفيلم بأنه «شغب» وأثنى على الفيلم لكونه كوميديا فجًا ومهرجًا و«كوميديا ذكية» في نفس الوقت. تم ترشيح كاري لجائزة التوتة الذهبية عن «أسوأ نيو ستار» (بالإنجليزية: Worst New Star)‏.
منذ ذلك الحين أصبح الفيلم فيلمًا كلاسيكيًا.

### الجوائز
على الرغم من أن الفيلم لم يؤمن أي جوائز أمريكية كبرى، إلا أنه نجح في جوائز إم تي في للأفلام عام 1995. فاز جيم كاري بجائزة أفضل أداء كوميدي، وفاز كاري وهولي (واللذان تزوجا لفترة قصيرة بعد الفيلم) بجائزة أفضل قبلة، وتم ترشيح كاري ودانيلز لأفضل ثنائي على الشاشة.
يحتل الفيلم المرتبة 445 على قائمة مجلة إمباير لعام 2008 لأعظم 500 فيلم في كل العصور.

### شباك التذاكر
افتتح الفيلم في المركز الأول في عطلة نهاية الأسبوع الافتتاحية وحقق 16.4 مليون دولار. حقق إجمالي إرباح 127,175,374 دولارًا في الولايات المتحدة، و247,275,374 دولارًا في جميع أنحاء العالم، وتصدر الفيلم موسم الأعياد.

## وصلات خارجية
- الغبي والأغبى على موقع IMDb (الإنجليزية)
- الغبي والأغبى على موقع ميتاكريتيك (الإنجليزية)
- الغبي والأغبى على موقع روتن توميتوز (الإنجليزية)
- الغبي والأغبى على موقع نتفليكس (الإنجليزية)
- الغبي والأغبى على موقع قاعدة بيانات الأفلام العربية
- الغبي والأغبى على موقع ألو سيني (الفرنسية)
- الغبي والأغبى على موقع Turner Classic Movies (الإنجليزية)
- الغبي والأغبى على موقع أول موفي (الإنجليزية)
- الغبي والأغبى على موقع بوكس أوفيس موجو (الإنجليزية)
- الغبي والأغبى على موقع فيلمافينيتي (الإسبانية)